# Britanska kraljeva garda
Britanska Kraljeva garda (angleško:  King's Guard ali  King's Life Guard) so kontingenti britanske vojske, katerih naloga je varovanje britanskega kralja, kraljeve družine in kraljevih palač v Londonu in izven njega. Gardo praviloma sestavljajo polki Dvorne divizije - pet pehotnih in dva konjeniška, katerih začetki segajo v leto 1660, čas britanskega kralja Charlesa II.

## Področje varovanja
Naloga pehotne in konjeniške kraljeve garde je varovati Buckinghamsko palačo, palačo St. James, londonski Tower in grad Windsor. Straža občasno varuje tudi palačo Holyroodhouse, nameščena pa je tudi v Edinburghu. Nameščena pa ni na nekaterih zasebnih posestih, ki so v lasti kraljeve družine, kot so Sandrigham ali grad Balmoral.

## Pehotna garda (King's Guard)
Je pehotni kontingent zadolžen za varovanje Buckinghamske palače in palače St. James. Straža je sestavljena iz enote vojakov istega kontingenta. Enota ima tri častnike in 40 vojakov z nižjimi čini, razdeljena pa je na dva dela. En del enote varuje Buckinghamsko palačo, drugi del pa palačo St. James. Čeprav je enota oblečena v tradicionalne uniforme britanske vojske, in je videti kot turistična atrakcija je njihovo varovanje resnično, zato poteka dan in noč ter v kakršnem koli vremenu. Straža ima tudi pravo orožje in strelivo. Do leta 1959 je bila straža razporejena zunaj ograje palače, nato pa so jo zaradi incidenta med stražarjem in turistko prestavili na notranjo stran ograje.
Straža je po navadi sestavljena iz enega izmed petih regimentov: grenadirskega, coldstreamskega, škotskega, irskega in welškega. V teoriji pa jo lahko sestavljajo vojaki iz katerih koli enot združenja Commonwealtha. Dostikrat se je že zgodilo, da so kraljico varovali Gurki, vojaki Kraljevega vojnega letalstva in Kraljevi marinci. Leta 2008 je kraljico varoval tudi kraljevi malezijski regiment. Pripadniki straže so del redne vojske zato so deležni takega urjenja kot vsi vojaki britanske vojske. Po določenem času se straža zamenja, nadomestijo pa jo vojaki iz druge enote.

### Varovanje gradu Windsor in londonskega Towra
Tako kot varovanje Buckinghamske palače tudi varovanje gradu Windsor poteka štiriindvajset ur na dan in ob vsakem vremenu. V poletnem času, ko je v gradu nastanjena kraljica se straža še dodatno okrepi, spremeni pa se tudi položaj straže. Garda je v gradu Windsor nameščena skozi vse leto ne glede na to ali je kraljica na gradu ali ne.
Straža varuje londonski Tower, ker je ta še vedno uradno prebivališče kraljice, tam pa so shranjeni tudi kraljevi dragulji, ki jih je potrebno stalno stražiti. Grad varuje 6 častnikov in 15 vojakov, ki so nameščeni pred hišo draguljev in kraljevo hišo. Tako kot povsod tudi tukaj straženje poteka štiriindvajset ur na dan in ob vsakem vremenu. V pomoč vojakom so tudi ječarji Towra v tradicionalnih oblekah, ki opravljajo tudi službo turističnih vodičev.

### Edinburg
Kraljeva straža je nameščena tudi v Edinburgu, točneje v palači Holyroodhouse, ki je uradna kraljeva rezidenca na Škotskem in na gradu Edinburg. Za razliko od Londona tukaj ni stalne garde, njene naloga opravlja bataljon, ki je v tistem trenutku nameščen v mestu. Garda ni nameščena skozi celo leto, ampak samo takrat, ko mesto obišče kraljica. Grad po navadi varuje škotska kraljeva garda.

### Incidenti
Kljub nenehnemu varovanju je prišlo do več incidentov, ki so vrgli senco dvoma o ustreznosti dosedanjega načina varovanja. Eden izmed bolj znanih incidentov se je zgodil leta 1982, ko je neki moški vstopil v kraljičino spalnico, potem ko se mu je uspelo prebiti mimo straže in policije. Drugi najbolj znan incident se je zgodil leta 2004, ko je moški v znak protesta splezal na balkon Buckinghamske palače in tam razobesil transparent v znak protesta. 

### Menjava garde
Menjava garde poteka pred Buckinghamsko palačo, začne pa se točno ob enajsti uri. Začetek menjave garde se začne z četo bobnarjev, ki zapusti Wellingtonovo vojašnico in se odpravi proti  Buckinghamski palači, kjer ob menjavi straže zagotavlja glasbo stari in novi gardi. Garda pri menjavi nosi kraljičine barve, vendar samo v primeru, ko je v palači kraljica. V nasprotnem primeru ta nosi barvo regimenta. Ko bobnarji korakajo do palače se tam na menjavo garde že pripravi in formira stara garda.
Medtem se v Wellingtonovi vojašnici pripravi nova garda. Na dvorišču vojašnice ob glasbeni spremljavi sledi pregled nove garde. Po natančnem pregledu častnikov se nova garda, prav tako ob glasbeni spremljavi, odpravi proti  Buckinghamski palači.
Ko straža prispe do palače se nova in stara garda postavita ena proti drugi ter se pozdravita tako da si pokažeta orožje. Med poveljnikoma nove in stare garde nato sledi simbolična predaja ključa  Buckinghamske palače. Medtem poteka tudi menjava straže na konjih. Nato sledi razporeditev novih stražarjev pred Buckinghamsko palačo kot tudi palačo St. James. Pri razporejanu novih stražarjev, se godba v polkrogu postavi pred glavna vrata in straži ter radovednim opazovalcem igra glasbo. Ko se nova in  stara garda ponovno formirata, stara garda skupaj z godbo odkoraka skozi glavna vrata proti Wellingtonovi vojašnici, nekaj minut za tem ji sledi še skupina bobnarjev. Na podoben način poteka tudi menjava straže na  grada Windsor.

## Konjeniška garda (King's Life Guard )
Garda na konjih skrbi za varovanje skupnega vhoda v  Buckinghamsko palačo in palačo  St. James. Ta je na konjih od 10.00 do 16.00 in se menja vsako uro. Med 16.00 in 20.00 garda konje razjaha in se postavi zraven njih. Vhode zaprejo ob 20.00, takrat se garda umakne.
Kadar je kralj v Londonu, je garda sestavljena iz 4 častnikov, 1 trobentača in 10 vojakov konjenikov. Tej sestavi pravijo >>dolga garda<< (Long Guard). Kadar pa kralja ni v mestu, je garda sestavljena iz 2 častnikov in 10 vojakov konjenikov. Tej sestavi pa pravijo >>kratka garda<< (Short Guard).
Gardo na konjih po navadi zagotavljata konjeniška polka Life Guards ali Blues and Royals. Ko se regiment odpravi na poletno urjenje, konji pa na počitek, ga zamenja regiment King's Troop, Royal Horse Arillery. Dvakrat se je zgodilo, da je kraljico Elizabeto II varovala tudi kanadska konjenica, in sicer: Royal Canadian Mounted Police in Lord Strathcona's Horse iz Kanade.